# Шахтар (Нововолинськ)
Шахтар — аматорський футбольний клуб з міста Нововолинськ Волинської області, заснований у 1958 році.
Постійний учасник аматорських змагань Волинської області. У 1957-59, 1965-66, 1972, 1977 рр. та сезонах 1992/93-1994/95 виступав у Чемпіонатах УРСР серед КФК та Чемпіонаті України серед аматорів. У 1968 році - виступав у 1-й зоні класу "Б" УРСР (22 місце).

## Досягнення
- Чемпіон Волинської області: 1960, 1964, 1965, 1969, 1974, 1976, 2020, 2022[1]
- Срібний призер чемпіонату Волинської області: 1957, 1958, 1966, 1973, 1980, 1991, 2023 [2]
- Бронзовий призер чемпіонату Волинської області: 1979, 1986, 1987, 1988, 1989, 1992, 2009, 2011
- Володар Кубка Волинської області: 1956, 1960, 1961, 1967, 2008
- Фіналіст Кубка Волинської області: 1957, 1965, 1968, 1970, 1971, 1973, 1974, 1987, 1989, 2009, 2011,2023
- Фіналіст Суперкубка Волинської області : 2021

## Склад команди
Воротарі: 

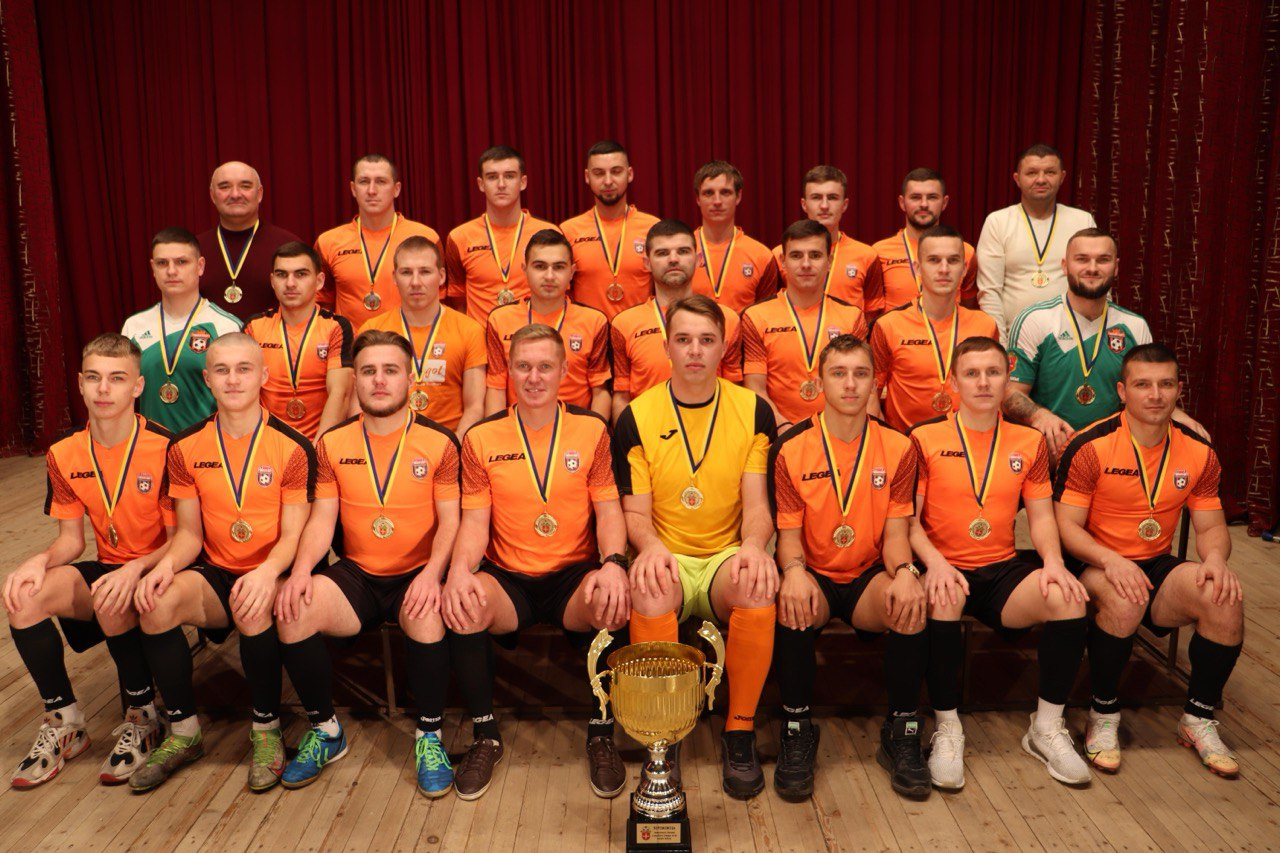
Командне фото

Улянюк Герман Миколайович  24.09.1997 
Дмитрук Андрій Степанович
Захисники: 
Обертас Максим Богданович  15.07.1988 
Попов Максим Андрійович
Малюк Тарас Васильович
Кривицький Валентин Болеславович
Глушнюк Данило Сергійович
Байдала Юрій Андрійович
Півзахисники: 
Панас Вадим Володимирович
Кузьмич Назарій Ігорович
Кравченко Аллен Артурович  28.11.1991       
Соколян Михайло Васильович  17.01.1991
Романюк Роман Васильович
Смаль Михайло Володимирович
Чепіль Тарас Андрійович

Нападники:
Сісарук Андрій Іванович  22.10.1985     
Кошелинський Юрій Степанович 
Ляшук Андрій Володимирович
| президент      | Лихобицький Олександр Володрович | 1962 |
| віце-президент | Цвид Володимир Іванович          | 1963 |